# Maigret viaggia
Maigret viaggia (titolo originale francese Maigret voyage, pubblicato in traduzione italiana anche col titolo Maigret si mette in viaggio) è un romanzo di Georges Simenon con protagonista il commissario Maigret.
Il romanzo è stato scritto dal 10 al 17 agosto 1957 in Svizzera e pubblicato per la prima volta il 2 dicembre dello stesso anno in Francia, presso l'editore Presses de la Cité.
È il cinquantunesimo romanzo dedicato al celebre commissario.

## Trama

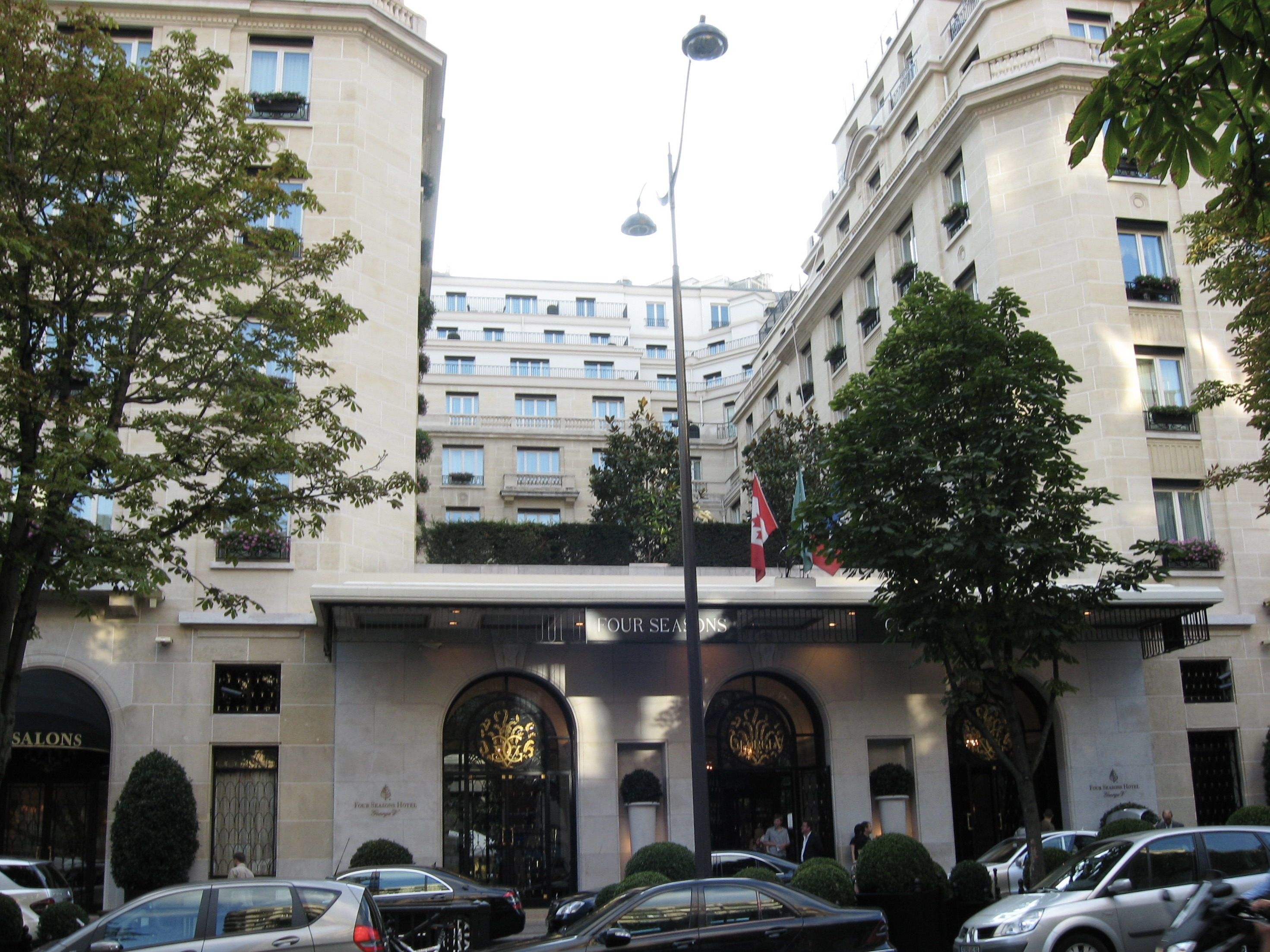
Hôtel George-V Paris

Nel suo lussuoso appartamento all'hotel Georges V, uno dei più eleganti di Parigi, la contessa Palmieri assume un intero tubetto di sonniferi, ma poco dopo si pente del tentato suicidio e fa chiamare un medico. Viene trasportata d'urgenza all'ospedale americano di Neuilly. A Lucas non sembra un fatto di primaria importanza e decide di non segnalarlo al commissario Maigret. L'errore di Lucas è madornale e sarà destinato a complicare l'inchiesta condotta da Maigret e da tutta la Polizia Giudiziaria. Poche ore dopo infatti, in un'altra stanza dello stesso hotel, viene scoperto il cadavere del famoso colonnello David Ward, uomo d'affari miliardario e amante della contessa Palmieri. Il commissario segue l'evolversi dell'inchiesta spostandosi in aereo da Parigi a Nizza, e poi da Monte Carlo a Losanna, e quindi di nuovo a Parigi, insinuandosi nei luoghi prediletti dal jet set internazionale: grandi alberghi e locali di lusso. Per tutta la durata dell'inchiesta Maigret soffre di uno strano disagio venendo a contatto con miliardari e personaggi da copertina, in quanto sembrano oltremodo ricordargli le sue origini piccolo borghesi.

## Edizioni
Il romanzo è stato pubblicato per la prima volta presso l'editore Presses de la Cité nel 1957.
In Italia è apparso per la prima volta nel 1959, tradotto da Gilberto Rossa e pubblicato da Mondadori nella collana "Il girasole. Biblioteca economica Mondadori" (n° 117). Sempre per lo stesso editore è stato ripubblicato in altre collane o raccolte tra gli anni sessanta e novanta (dal 1992 con la traduzione di Marina Bianchi). Nel 2007 il romanzo è stato pubblicato presso Adelphi, con il titolo Maigret si mette in viaggio, tradotto da Leopoldo Carra, nella collana dedicata al commissario (parte de "gli Adelphi", al n° 314).

## Film e televisione
Due sono gli adattamenti del romanzo per la televisione:
- Episodio dal titolo Another World, per la regia di Michael Hayes, facente parte della serie televisiva Maigret, trasmesso per la prima volta sulla BBC il 3 dicembre 1963, con Rupert Davies nel ruolo del commissario Maigret.
- Episodio dal titolo Maigret voyage, facente parte della serie televisiva Les enquêtes du commissaire Maigret per la regia di Jean-Paul Carrière, trasmesso per la prima volta su Antenne 2 il 23 maggio 1987, con Jean Richard nel ruolo del commissario Maigret.